# Sara Fonseca
Sara Fonseca (* 1978 in Halle (Saale)) ist eine deutsche Schauspielerin und Musicaldarstellerin.

## Leben
Sie ist die Tochter eines Costa-Ricaners und einer Deutschen.
Nach dem Abitur 1996 in Leipzig studierte Sara Fonseca an der Universität der Künste Berlin, an der sie 2002 ihr Diplom erhielt. 2004 spielte sie im Musical Pinkelstadt im Schlossparktheater in Berlin die Rolle der Freya von Mehrwert.
Im Jahr 2005 erhielt sie ihre erste Fernsehrolle in der ZDF-Serie Die Rettungsflieger. 2007 spielte sie am Opernhaus Halle die weibliche Hauptrolle der Blanca im Musical Mar i Cel – der Himmel und das Meer. Vom 2. März 2009 (Folge 1) bis 20. Juli 2009 (Folge 91) spielte sie die Rolle der Mona Bertani in der Telenovela Alisa – Folge deinem Herzen.
Sara Fonseca unterrichtet derzeit an einer Theaterschule für Kinder und Jugendliche in Berlin.